# Смитис, Алекс
Алекса́ндер Сми́тис (англ. Alexander Smithies; 5 марта 1990, Хаддерсфилд) — английский футболист, вратарь.

## Ранняя жизнь
Смитис родился в Хаддерсфилде, Западный Йоркшир. Он вырос в Голкаре, в районе долины Колн в Хаддерсфилде. Он учился в средней школе Колн-Вэлли, Линтуэйт. Вырос, поддерживая «Хаддерсфилд Таун». Смитис ранее играл в футбол за «Вестенд Джуниорс» в местных лигах Хаддерсфилда, и он присоединился к академии «Хаддерсфилд Таун» в возрасте 8 лет.

## Клубная карьера

### «Хаддерсфилд Таун»
Пройдя через академию клуба, на котором он вырос, Смитис дебютировал в основной команде 5 декабря 2007 года. Он вышел на замену на 76-й минуте после того, как Мэтт Гленнон был удален с поля в матче против «Саутенд Юнайтед» (4:1). Его полноценный дебют состоялся в матче против «Лидс Юнайтед» (4:0) 8 декабря, после того как Гленнон проиграл апелляцию на его увольнение, а «Тауну» было отказано в разрешении одолжить экстренного вратаря на том основании, что Смитис был зарегистрирован как профессионал.
Первое появление Смитиса на стадионе Галфарм в матче основной команды состоялось 6 декабря 2008 года. В этом матче временный тренер Джерри Мерфи отказался от обычного вратаря Мэтта Гленнона в пользу Смитиса, который помог Хаддерсфилду одержать победу со счетом 2:1 над «Уолсоллом». Первый чистый лист, который он сохранил за клуб, пришелся на 13 декабря 2008 года в матче против «Саутенд Юнайтед» (1:0) Смитис отразил пенальти от Джеймса Уокера за 10 минут до конца. Смитис стал лучшим вратарем на оставшуюся часть сезона 2008/09, а после прихода тренера Ли Кларка сделал майку номер один своей собственной.
В течение сезона 2009/10 Смитис был единственным игроком, который играл во всех без исключения матчах лиги и кубка за «Хаддерсфилд». Он провел 48 стартов, 17 из которых закончились ничьей для терьеров. Его вклад в помощь «Хаддерсфилду» в достижении финальной позиции в плей-офф первой лиги отразился в том, что он выиграл клубный трофей «Молодой игрок года».
Пропустив всего 56 голов в такой конкурентной кампании, он заслужил похвалу и восхищение во многих кругах; попутно заработав награду «Молодой игрок месяца» Футбольной лиги в феврале 2010 года. 17 ноября 2009 года Смитис был связан со «Сток Сити» после того, как разведчик из клуба стал последним в длинной череде интересов Премьер-лиги, которых можно было увидеть в Galpharm. Этот интерес был преуменьшен Ли Кларком и Тони Котоном, и Смитис настаивал на том, что он был счастлив быть в «Хаддерсфилде». Смитис был назван Молодым игроком месяца Футбольной лиги в феврале 2010 года после того, как трижды провел на ноль в семи непобежденных матчах «Хаддерсфилд Таун».
Кампания Смитиса 2010/11 годов была отмечена травмами, из-за которых он сыграл всего 27 матчей во всех соревнованиях в течение сезона. Его выступления в тех случаях, когда он действительно играл, принесли ему вызов в сборную Англии до 21 года, хотя он не мог играть — опять же из-за травмы.
В январе 2011 года он был связан с переходом в «Астон Виллу» за 1,5 миллиона фунтов стерлингов после того, как тренер «Виллы» Жерар Улье был впечатлен его игрой против «Шеффилд Уэнсдей».
Дальнейшие предположения относительно его будущего в клубе последовали за поражением «Хаддерсфилда» со счетом 3:0 от «Питерборо Юнайтед» в финале плей-офф первой лиги, и он был связан с переходом в «Лестер Сити» вместе с товарищем по команде Ли Пелтьер. Однако, когда в июне «Лидс Юнайтед» приняла заявку «Лестера» на Каспера Шмейхеля, предположение о том, что Смитис может направиться в «Лидс», было отвергнуто исполнительным директором «Хаддерсфилда» Найджелом Клиббенсом.
Отсутствие Смитиса в команде в сезоне 2010/11 из-за травмы позволило Яну Беннетту стать лучшим вратарем, которого поддержал его коллега-ветеран Ник Колган. Его травма означала, что он оставался в стороне в первой половине сезона, и ему пришлось ждать до 14 февраля 2012 года, чтобы впервые появиться в кампании 2011/12. Это произошло в домашнем матче против «Шеффилд Юнайтед» (1:0), в результате чего на следующий день тренер Ли Кларк потерял работу. За этим последовал его первый чистый лист в кампании в домашней победе «Хаддерсфилда» над «Эксетер Сити» со счетом 2:0 25 февраля 2012 года. Во время ответного матча плей-офф первой лиги против «Милтон-Кинс Донс» он вышел на замену Беннету, который ушел с травмированной рукой. «Таун» проиграл матч со счетом 2:1, но вышел в финал против «Шеффилд Юнайтед» со счетом 3:2 по сумме двух матчей. «Хаддерсфилд» стартовал в финале, который завершился со счетом 0:0 благодаря отличным сейвам молодого голкипера. В серии пенальти Смитис проявил больше героизма, отразив три пенальти «Шеффилда». После 10 пенальти каждая команда по-прежнему была неразлучна, и Смитис и его соперник Стив Симонсен вышли вперед, чтобы выполнить следующие пенальти для своих команд. Смитис забил выразительно, прежде чем Симонсен пробил пенальти над перекладиной, чтобы дать «терьерам» повышение.
17 августа 2012 года Смитис начал свой дебютный сезон в Чемпионшипе с «Хаддерсфилдом» в выездном матче против «Кардифф Сити» (1:0). Он начал все 46 матчей чемпионата «Хаддерсфилда», а также все, кроме одного, из пяти кубковых матчей клуба в течение сезона, пропустив при этом 79 голов.
Смитис начал свой второй сезон в чемпионате так же, как и свой первый, начав все первые одиннадцать матчей «Хаддерсфилда» во всех соревнованиях, пропустив за это время десять голов. 25 сентября 2013 года Смитис подписал с клубом контракт на один год, оставив его на стадионе Джона Смита как минимум до лета 2016 года с возможностью продления еще на год.
Смитис начал свой третий сезон в чемпионате в качестве основного вратаря, опередив Джо Мерфи. Он пропустил четыре гола в день открытия в домашнем матче против «Борнмута» (4:0), но отразил пенальти. Этот для тренера Марка Робинса.

### «Куинз Парк Рейнджерс»
20 августа 2015 года Смитис присоединился к «Куинз Парк Рейнджерс» за нераскрытую сумму, подписав трехлетний контракт.
Изначально Смитис был запасным вратарем Роба Грина. Из-за пункта в его контракте Грин не играл с 1 января 2016 года до конца сезона. Смитис и Мэтт Ингрэм боролись за первое место. В том сезоне он сыграл 18 матчей чемпионата.
Лучший вратарь Смитис «КПР» в сезоне 2016-17. Он был в отличной форме, сыграв 46 матчей и сохранив 7 сухих матчей. Смитис стал лучшим игроком сезона по версии «КПР», лучшим игроком сезона среди болельщиков и лучшим игроком сезона среди юниоров.

### «Кардифф Сити»
28 июня 2018 года Смитис подписал контракт с недавно получившим повышение клубом Премьер-лиги «Кардифф Сити» за нераскрытую сумму, подписав четырехлетний контракт. Он дебютировал 28 августа в Кубке лиги против «Норвич Сити» (3:1).
Смитис дебютировал в лиге годом позже, в матче против «Лутон Таун» (2:1) 10 августа 2019 года.
6 февраля 2021 года Смитис вытянулся за пределы поля после того, как ему стало плохо во время дерби в Севернсайде против «Бристоль Сити». Несмотря на то, что Смитис не участвовал в игре, похоже, он подал сигнал судье, ожидая штрафного удара «Бристоль Сити». Затем он вернулся к своей цели и упал на корточки, прежде чем, в конце концов, лечь на спину за пределами поля, где медицинский персонал в течение восьми минут лечил его. Он сел и в какой-то момент попытался встать с помощью врача, но снова сел, и к этому моменту уже потребовали носилки. К его пальцу приложили датчик кислорода в крови, прежде чем его перенесли в вертикальном положении на носилки и заменили Диллоном Филлипсом. Кардифф выиграл игру со счетом 2:0, и после того, как тренер Мик Маккарти сообщил, что Смитис чувствует себя лучше и что они понятия не имеют, чем была вызвана болезнь. 10 июня 2022 года Кардифф объявил, что Смитис покинет клуб, когда 30 июня истечет срок его контракта.

### «Лестер Сити»
12 августа 2022 года Смитис подписал двухлетний контракт с клубом Премьер-лиги «Лестер Сити» на условиях бесплатного трансфера.

## Карьера в сборной
У Смитиса четыре матча за сборную Англии (до 16 лет) и десять матчей за сборную Англии (до 17 лет), в том числе пять матчей на чемпионате мира по футболу среди юношей (до 17 лет) в Южной Корее. В этом соревновании он помог сборной Англии (до 17 лет) выйти в четвертьфинал, прежде чем они были в конечном итоге выбиты Германией (4:1).
20 ноября 2007 года Смитис дебютировал за сборную Англии (до 18 лет), где он отыграл 45 минут в матче против Ганы (2:0) на стадионе Пристфилд в Джиллингеме. В ноябре 2008 года Смитис получил свой первый вызов в сборную Англии (до 19 лет) на товарищеский матч против сборной Германии. Его первый матч за команду юношескую сборную состоялся 10 февраля 2009 года на стадионе «Dean Court» в Борнмуте против сборной Испании (3:0).
24 августа 2010 года Смитис получил свой первый вызов в молодежную сборную Англии на матчи против сборной Португалии и сборной Литвы.